# الگوریتم‌ها و محاسبات
الگوریتم‌ها و محاسبات جدیدترین گرایش رشته مهندسی کامپیوتر در مقطع کارشناسی ارشد است که از چند سال گذشته به فهرست گرایش‌های رشته مهندسی کامپیوتر اضافه شده‌است. برای اولین بار دانشگاه تهران در سال ۱۳۸۵ اقدام به جذب دانشجوی کارشناسی ارشد در این رشته نموده است.

## درس‌های ارائه شده
این گرایش بیشتر به «مهندسی کامپیوتر گرایش نرم‌افزار» نزدیک است البته مباحث نظری در این گرایش مطرح می‌شود. برخی از درس‌هایی که در دانشکدهٔ کامپیوتر تحت این گرایش ارائه می‌شوند عبارتند از:
- الگوریتم‌های پیشرفته
- پردازش موازی
- نظریه پیچیدگی
- نظریه الگوریتمی بازی‌ها
- هندسه محاسباتی
- الگوریتم‌های تقریبی
- الگوریتم‌های یادگیری
- الگوریتم‌های تصادفی
- بهینه‌سازی ترکیبیاتی

در این گرایش دانشجویان به خصوص کارشناسان گرایش نرم‌افزار با توجه به ضرایب دروس نخصصی نرم‌افزار خود، پذیرفته شده و به ادامه تحصیل خواهند پرداخت. در این گرایش بیشتر جنبه الگوریتمیک و وابسته به محاسبات دانشجویان نرم‌افزاری مورد توجه و تقویت قرار خواهد گرفت. میزان پذیرفته شدگان در این گرایش از همه گرایش‌ها کمتر است ولی قبولی در این گرایش به دلیل توجه داوطلبان به دیگر گرایش‌های شناخته شده این رشته، برای دانشجویان با پیش زمینه نرم‌افزار آسان‌تر است. در طول تحصیل در این گرایش دانشجویان در زمینه‌های زیر تعلیم داده شده یا تقویت خواهند شد

## طراحی الگوریتم‌ها
روش‌های طراحی الگوریتم که در دوره کارشناسی به دانشجویان تا حدودی آموزش داده شده‌است در این گرایش به صورت پیشرفته و پیچیده‌تری جهت طراحی الگوریتم‌های قدرتمندتر و بهینه‌تر آموزش داده می‌شود.

### ساختمان داده‌ها
ساختارهای داده‌ای که در طول دوره کارشناسی آموزش داده شده ساده‌ترین نوع ساختارها بوده‌اند حال آن‌که در این گرایش، ساختارهای پیچیده‌تر و نوین‌تری آموزش داده‌می‌شود تا برنامه نویسان را قدرتمندتر و مدرن تر از قبل جهت اجرای خواسته‌های نرم‌افزاری آماده کند.

## ساختمان‌های گسسته
مجموعه تمام ساختمان‌های منطقی و عددی در قالب ریاضیات آموزش داده می‌شود تا با به کارگیری آن‌ها در الگوریتم‌های محاسباتی و برنامه‌نویسی بهترین بازدهی حاصل شود.

## نظریه محاسبات
این مبحث پس از آشنایی دانشجویان با نظریه زبان‌ها و ماشین‌ها مطرح می‌شود. در این مبحث مدل‌ها و روش‌های مختلف محاسبات مورد مطالعه قرار می‌گیرد . همچنین محدودیت‌های محاسبات به ویژه در الگوریتم‌های کامپیوتری مورد مطالعه قرار می‌گیرد. راه حل‌هایی برای مسائلی که حتی با پیشرفته‌ترین سیستم‌ها هم مدت زمانی طولانی برای اجرای الگوریتمشان نیاز است، در این مبحث ارائه می‌شود.

## نظریه گراف
بررسی بسیار پیچیده‌تر گراف‌ها و کاربردهاشان نسبت به آنچه در دوره کارشناسی ارائه شده‌است.